# Мерит (езеро)
Вижте пояснителната страница за други значения на Мерит.
Мерит (на английски: Lake Merritt) е езеро разположено източно от центъра на град Оукланд в Района на Санфранциския залив (Калифорния). Около него има 5,60 километрова (3,50 мили) алея за ходене/тичане. До езерото спира БАРТ. Езерото Мерит е обозначено като първият резерват в САЩ през 1870 г. Под името „Резерват за диви гъски езеро Мерит“ е записано като Национална историческа забележителност на 23 май 1963 г.